# Saranya Sasi
Saranya Sasi (Pazhayangadi, 1986-Thiruvananthapuram, 9 de agosto de 2021) fue una actriz india de cine y televisión, reconocida por su participación en producciones en idioma malabar.

## Biografía

### Carrera
Durante su carrera, Sasi participó en producciones de cine en idioma malabar a comienzos de la década de 2010 como Thalappavu, Chhota Mumbai y Bombay March 12, y en series de televisión populares en su país como Avakashikal, Harichandanam, Kootukari, Malakhamar y Rahasyam.

### Enfermedad y fallecimiento
En 2012, fue diagnosticada con un tumor cerebral maligno, condición que no le permitió continuar debidamente con su carrera como actriz. En mayo de 2021 debió ser hospitalizada por COVID-19, enfermedad que agravó su estado de salud.
Tras pasar varias semanas internada, falleció en una clínica privada de Thiruvananthapuram el 9 de agosto de 2021, a los treinta y cinco años.